# Miriam Neureuther
Miriam Neureuther (* 21. Juni 1990 in Garmisch-Partenkirchen als Miriam Gössner) ist eine ehemalige deutsch-norwegische Biathletin und Skilangläuferin. Sie ist zweifache Weltmeisterin, errang eine Silbermedaille bei den Olympischen Spielen und war zweimalig Juniorenweltmeisterin. Sie errang sieben Weltcupsiege, davon drei Einzelsiege. Danach war sie in einer weiteren Sportart, dem Mountainbikesport, aktiv und errang dort einen sechsten Platz bei den Deutschen Meisterschaften im Eliminator. Miriam Neureuther war als Leistungssportlerin bei der Bundeszollverwaltung als Erste Zollhauptwachtmeisterin beschäftigt.

## Sportliche Karriere

### Biathlon
Ihre Karriere im Wintersport begann nicht auf Langlaufskiern, sondern im alpinen Skisport. Nachdem ihr jedoch im Alter von vierzehn Jahren durch eine Slalomstange mehrere Zähne ausgeschlagen worden waren, schien dies zunächst weitere Aktivitäten im Skisport zu verhindern. Da sie längere Zeit nicht auf die Piste konnte, begann sie mit dem Langlaufen. Nach einigen Tests wechselte sie ins Lager der Biathleten.

#### Anfänge (2008–2012)
Bei den Biathlon-Juniorenweltmeisterschaften 2008 in Ruhpolding gewann Miriam Neureuther mit der Staffel ihre erste Goldmedaille. Im Jahr darauf gewann sie bei den Biathlon-Juniorenweltmeisterschaften 2009 im kanadischen Canmore trotz acht Schießfehlern Gold in der Verfolgung. Im Sprintrennen gewann sie Silber hinter Nicole Wötzel, im Einzelrennen erreichte sie den vierten Platz.
Zum Auftakt des Biathlon-Weltcups 2009/10 in Östersund gab Neureuther beim Einzelwettkampf ihr Weltcup-Debüt mit Platz 73, den Sprint beendete sie auf Rang 58. Da sie keine Chance sah, sich im Biathlon für die Olympischen Winterspiele 2010 zu qualifizieren, konzentrierte sie sich danach auf das Langlauftraining und nahm an der Tour de Ski 2009/10 und den Olympischen Spielen in Vancouver als Langläuferin teil.
Vom Beginn der Biathlon-Weltcup-Saison 2010/11 gehörte Neureuther zur Weltcup-Mannschaft, zum Auftakt in Östersund wurde sie 39. im Einzel und gewann damit erstmals auch Punkte im Biathlon-Weltcup. Im Sprint zwei Tage später glänzte Neureuther mit der besten Laufzeit und blieb zudem ohne Fehlschuss. Trotzdem wurde sie noch von Kaisa Mäkäräinen geschlagen, da sie beim Liegendschießen eine Patrone vor dem Schuss aus dem Magazin repetierte und deshalb nachladen musste. Der überraschende zweite Platz in ihrem vierten Rennen war ihre erste Top-Ten- und Podiumsplatzierung im Weltcup. Zwei Tage später konnte sie diese Platzierung in der Verfolgung wiederholen. Es folgten 13 Rennen, bei denen sie zwar elfmal in die Punkteränge lief, aber an diese guten Leistungen meist wegen schlechterer Schießleistungen nicht anknüpfen konnte. Die Laufleistung Neureuthers war meist in der Spitze der Läufer zu finden. Erst in Fort Kent gelang ihr – erneut als Zweitplatzierte bei einem deutschen Dreifachsieg hinter Andrea Henkel und vor Magdalena Neuner – wieder ein Spitzenergebnis.
Bei den Biathlon-Weltmeisterschaften 2011 in Chanty-Mansijsk wurde Neureuther in der Staffel zusammen mit Andrea Henkel, Tina Bachmann und Magdalena Neuner Weltmeisterin.
Im Biathlon-Weltcup 2011/12 konnte Neureuther nicht konstant an die Laufleistungen der Vorsaison anknüpfen, zudem verhinderten die erneut schwachen Schießleistungen gute Platzierungen. Gegen Mitte der Saison wurde durch Änderungen an der Waffe (Verlängerung des Laufes und damit der Visierlinie) versucht, für bessere Ergebnisse am Schießstand zu sorgen. Neureuther engagierte auf eigene Kosten auch den Mentaltrainer, mit dem Magdalena Neuner erfolgreich zusammengearbeitet hat. Die Maßnahmen hatten Erfolg, die besseren Schießleistungen reichten jedoch nicht für Podiumsplatzierungen. Immerhin verbesserte Neureuther die Treffergenauigkeit von noch 56 Prozent in der Vorsaison auf 68 Prozent. Am Ende der Saison wurde angekündigt, dass mit einer neuen Waffe und anderen Maßnahmen weiter am Schießen der jungen Athletin gearbeitet werde. Neureuther erreichte den 27. Gesamtrang im Weltcup und mit dem sechsten Platz beim Sprint im finnischen Kontiolahti verzeichnete sie ihre einzige Top-10-Platzierung der Saison.
Die beiden Staffeleinsätze verliefen jedoch deutlich besser. Neureuther brauchte beim Liegendschießen jeweils nur zwei Nachladepatronen, während sie im Stehendschießen beide Male nur einmal nachladen musste. In Antholz erreichte die Staffel nach zwei Strafrunden ihrer Teamkameradinnen und zwölf Nachladern nur den sechsten Rang, bei den Biathlon-Weltmeisterschaften 2012 in Ruhpolding gewann sie – wie im Vorjahr mit Henkel, Bachmann und Neuner – die Goldmedaille.

#### Durchbruch und schwere Verletzung (2012–2014)

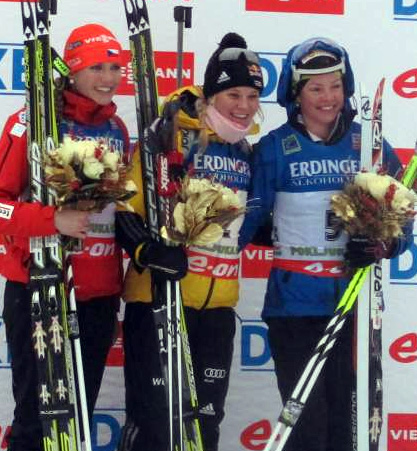
Neureuther als Zweitplatzierte auf dem Podium des Sprintrennens von Pokljuka, 14. Dezember 2012

Als Vorbereitung für die Saison 2012/13 arbeitete Neureuther an ihrem Laufstil und ließ umfangreiche Änderungen an ihrer Waffe durchführen. Miriam Neureuther stellte ihre Ernährung um, weil eine Laktose- und eine Weizenunverträglichkeit festgestellt worden waren. Außerdem wurde im Frühjahr 2012 eine Kieferoperation erforderlich, bei der ein Knochenaufbau im Kiefer durchgeführt wurde. Neureuther hatte im Alter von 14 Jahren einen Unfall beim Slalom erlitten, bei dem sie mehrere Zähne verloren hatte, die durch Zahnersatz ersetzt werden mussten, der im Kiefer mit Titanschrauben befestigt wurde. Dies löste eine eitrige Entzündung im Kiefer aus, durch die er sich zersetzt hatte. Zu ihrem Gewichtsverlust von etwa zehn Kilogramm gab es viele kritische Stimmen, doch zum Beginn der neuen Saison zeigte sich Neureuther wieder in starker Laufform. Sie sorgte neben den ebenfalls schnellen Läuferinnen Kaisa Mäkäräinen und Darja Domratschawa regelmäßig für die besten Laufleistungen im Feld. Doch wie im Vorjahr verhinderten zunächst Schießfehler Podiumsplatzierungen. Im Sprint von Pokljuka am 14. Dezember 2012 sicherte sie sich jedoch dank ihrer Laufbestzeit mit nur zwei Sekunden Rückstand den zweiten Platz hinter der fehlerfreien Tschechin Gabriela Soukalová. Am Folgetag gelang ihr dann bei der Verfolgung der erste Einzelweltcupsieg, obwohl sie im Gegensatz zur erneut fehlerfreien Zweitplatzierten Gabriela Soukalová fünf Strafrunden laufen musste. Am letzten Wettkampftag in Pokljuka erreichte sie den zweiten Platz im Massenstart hinter Tora Berger. Im Januar 2013 wurde sie in Oberhof (Thüringen) gemeinsam mit Nadine Horchler, Tina Bachmann und Franziska Hildebrand mit der Staffel Dritte. Zwei Tage später gewann sie den Sprint vor Tora Berger und Andrea Henkel. Am folgenden Wochenende in Ruhpolding lief sie im Sprint Tagesbestzeit, was bei nur einem Schießfehler ihren dritten Weltcupsieg bedeutete.

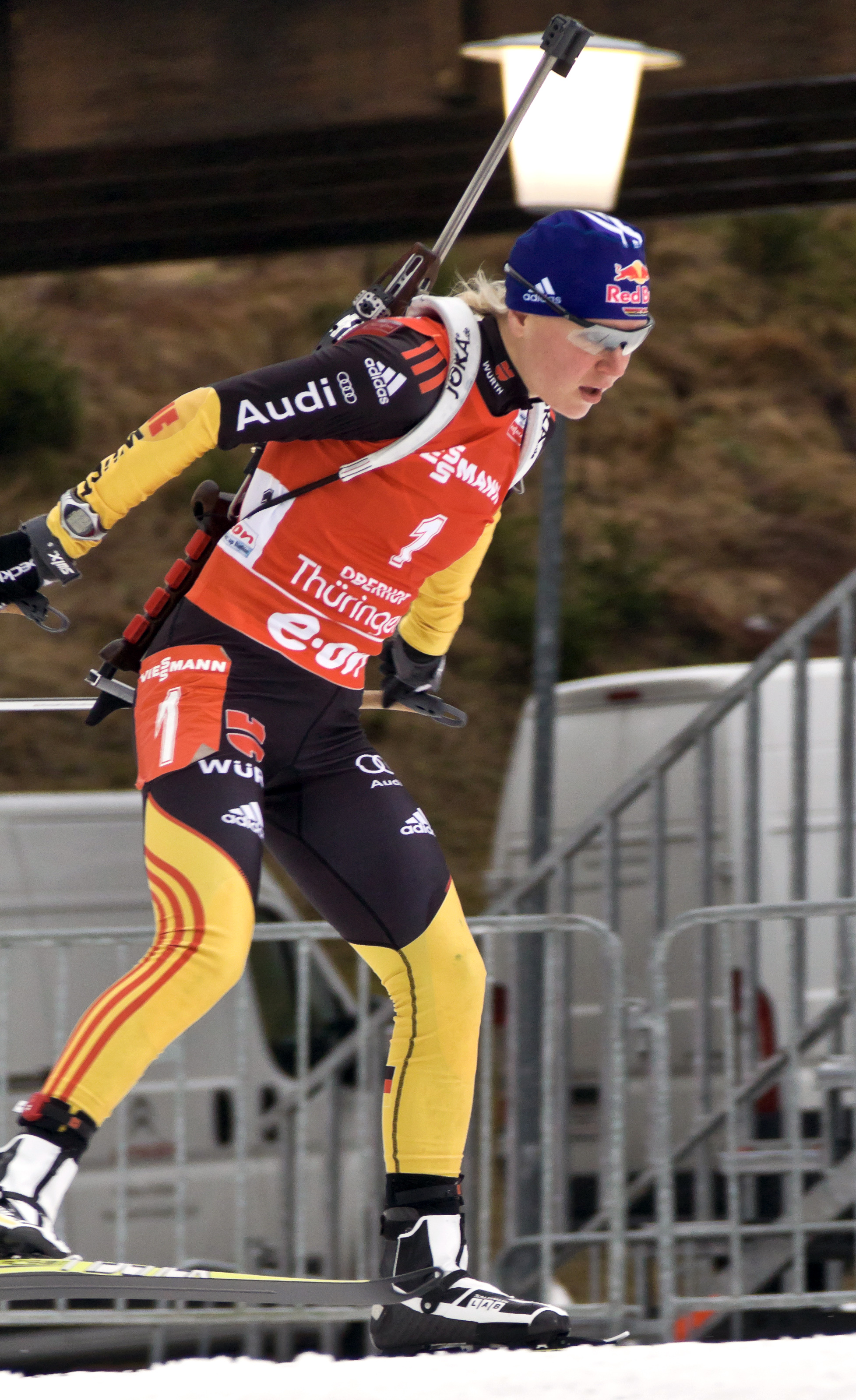
Miriam Neureuther nach ihrem Sprintsieg von Oberhof mit Startnummer 1 in der anschließenden Verfolgung

Vor der Saison 2013/14 verletzte sich Neureuther Mitte Mai nahe Vinstra (Norwegen) bei einem Radunfall schwer. Sie brach sich dabei vier Lendenwirbel an und erlitt eine Bandscheibenverletzung. Dadurch musste Neureuther nicht nur den Start in die Olympiavorbereitung um drei Monate verschieben, sondern auch die deutschen Meisterschaften im Biathlon absagen. Um ihre mäßigen Schießleistungen in den vergangenen Jahren zu verbessern, arbeitete Neureuther in der Vorbereitung zudem mit dem ehemaligen Schießtrainer Ole Einar Bjørndalens, Joar Himle, zusammen.
Am 4. Januar 2014 gab sie auf einer Pressekonferenz während des Biathlon-Weltcups in Oberhof bekannt, dass sie auf Grund andauernder Schmerzen zu dem Entschluss gekommen sei, erst einmal zu versuchen, gesund zu werden. Sie könne daher nicht an den Olympischen Winterspielen teilnehmen. In der restlichen Saison 2013/14 startete sie auch nicht mehr im Weltcup.

#### Schwierige Rückkehr in den Weltcup und Wechsel zum Langlauf (2014–2018)
Neureuther kehrte zum Saison-Auftakt 2014/15 in Östersund wieder in den Weltcup zurück. Läuferisch hatte sie nach ihrem Unfall einen Schritt nach vorne gemacht, war jedoch noch ein gutes Stück von ihren früheren Leistungen und denen der Weltspitze entfernt. In Verbindung mit ihrer nach wie vor recht schwachen Schießleistung erreichte sie in den ersten Wettkämpfen nie die Punkteränge, nach einem 93. Platz beim Sprint in Hochfilzen und einem 70. Platz beim Sprint in Pokljuka verfehlte sie zweimal in Folge deutlich die Qualifikation für den Verfolgungswettkampf. Aufgrund dieser Leistungen wurde sie in den zweitklassigen IBU-Cup versetzt. Neureuther sollte dort, ohne den großen Druck durch Öffentlichkeit und Medien, positive Erlebnisse sammeln und insbesondere am Schießstand einen mentalen Durchbruch schaffen. Nach drei Siegen bei den Wettkämpfen in Duszniki-Zdrój und in Ridnaun kehrte sie ins Weltcupteam zurück. Bei den folgenden drei Weltcupstationen bekam sie Gelegenheit, die sehr guten Ergebnisse aus dem IBU-Cup auch im Weltcup zu zeigen und sich gleichzeitig für die Weltmeisterschaften im finnischen Kontiolahti zu qualifizieren. Mit einem 24. Platz im Sprint von Antholz als bestes Ergebnis, verfehlte sie diese beiden Ziele deutlich. Sie wurde daraufhin nicht für die Weltmeisterschaften nominiert und startete stattdessen wieder im IBU-Cup. Im kanadischen Canmore konnte sie nicht an die guten Ergebnisse der letzten Rennen anknüpfen, erhielt jedoch durch ihre Gesamtplatzierung ein persönliches Startrecht für den letzten Weltcup im russischen Chanty-Mansijsk und verstärkte gemeinsam mit Karolin Horchler die Damenmannschaft als siebte bzw. achte Frau. Mit einem 39. Platz im Verfolgungswettkampf erreichte sie in einem Rennen knapp die Punkteränge. Für den Massenstart qualifizierte sie sich nicht.
Der Bundestrainer der Damen, Gerald Hönig, sah bei ihr eine weiterhin ansteigende Laufform, kritisierte jedoch in einem Interview mit dem Oberbayerischen Volksblatt Neureuthers persönlichen Einsatz im Schießtraining mit den Worten: „In der Schießausbildung wünsche ich mir manchmal ein bisschen mehr Konsequenz, ein bisschen mehr Eigenständigkeit, sich mit der Waffe, der Materie Schießen auseinanderzusetzen.“
Kurz darauf wurde bekannt, dass Miriam Neureuther erneut bei Joar Himle in Norwegen Schießen trainiert, in diesem Sommer gemeinsam mit Kaisa Mäkäräinen.
In die nächste Biathlon-Saison startete sie mit drei Platzierungen in den Punkterängen in Östersund. Im Sprint von Hochfilzen konnte sie sich erstmals seit dem Biathlon-Weltcup 2012/13 mit einem 3. Platz wieder eine Podestplatzierung sichern. In Ruhpolding wurde sie zum ersten Mal nach ihrem schweren Sturz wieder für ein Staffelrennen nominiert. Bereits im liegenden Anschlag musste Neureuther zweimal in die Strafrunde und übergab als Elfte mit fast zwei Minuten Rückstand auf Maren Hammerschmidt. Diese war mit Laufbestzeit und guter Leistung am Schießstand jedoch in der Lage, den Rückstand auf unter 30 Sekunden zu verkürzen und die Staffel auf Rang zwei liegend zurück auf Podiumskurs zu bringen. Schlussläuferin Laura Dahlmeier beendete die Staffel dann auch auf diesem Platz, nachdem sie sich im Zielsprint Olena Pidhruschna geschlagen geben musste. Im Verlauf der Saison erreichte sie – neben dem dritten Platz im Sprint von Hochfilzen – mit einem 10. Platz im Sprint von Antholz und einem 8. Platz im Massenstart in Canmore in insgesamt nur drei Rennen eine Top-10-Platzierung. In fünf Rennen klassifizierte sie sich außerhalb der Punkteränge. In Antholz bestritt sie gemeinsam mit Karolin Horchler, Vanessa Hinz und Franziska Hildebrand die Staffel, die jedoch nach jeweils einer Strafrunde durch Hinz und Neureuther erst auf Rang zehn ins Ziel kam. Im US-amerikanischen Presque Isle wurde sie zum dritten Mal in dieser Saison für eine Staffel aufgestellt. Sie übernahm das Rennen von Franziska Preuß und Luise Kummer auf Rang zwei, musste nach dem stehenden Anschlag wie zuvor in Hochfilzen eine Strafrunde absolvieren und schickte Schlussläuferin Karolin Horchler nur als Fünfte ins Rennen. Diese setzte sich jedoch mit nur einem Schießfehler gegen die Konkurrenz durch, kompensierte Neureuthers Rückstand und brachte die deutsche Mannschaft mit dem dritten Platz zurück aufs Podium. Durch das gute Ergebnis im Sprint von Hochfilzen wurde Neureuther zur Teilnahme an den Weltmeisterschaften im norwegischen Oslo nominiert. Dort wurde sie jedoch bei keinem Rennen eingesetzt. Die Saison beendete Neureuther auf Rang 23 im Gesamtweltcup.

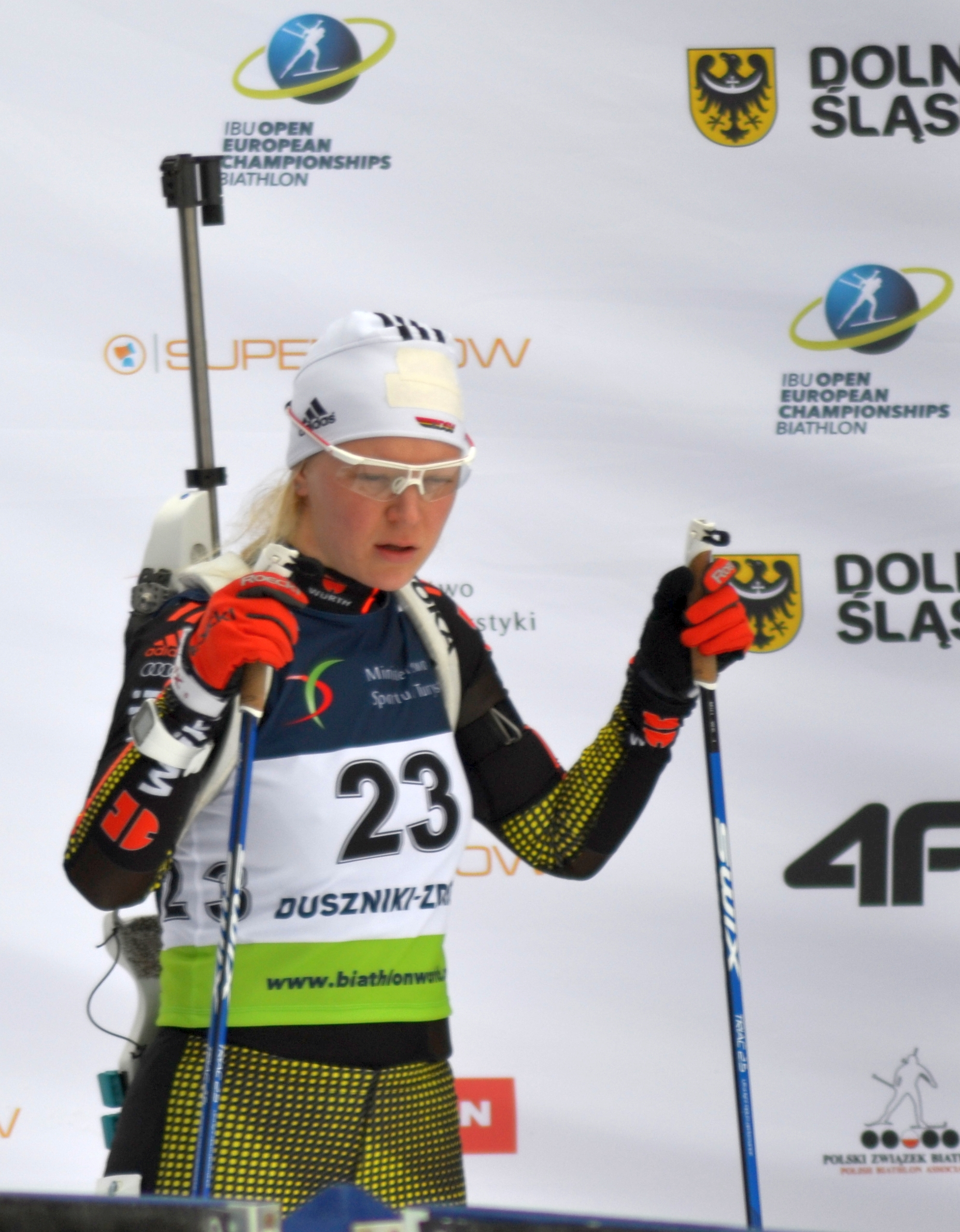
Miriam Neureuther

In der Vorbereitung auf den Weltcup 2016/17 ließ sich Neureuther einen neuen Schaft für ihre Waffe bauen, jedoch nicht von Sandro Brislinger, der als Büchsenmacher üblicherweise die deutschen Biathleten betreut. „Ich wollte für mich mal was Neues, für meinen Kopf, quasi einen kleinen Neustart“ erklärte Neureuther diese Entscheidung. Beim ersten Weltcup der Saison im schwedischen Östersund machten sich diese Änderungen jedoch nicht bezahlt. Bei teilweise schwierigen Bedingungen am Schießstand erreichte sie nur eine Trefferquote von 54 %. Da sich ihre Laufzeiten auch zum Teil deutlich außerhalb der zehn Schnellsten eines Rennens bewegten, war ein 37. Platz im Sprint das einzige Ergebnis innerhalb der Punkteränge. In Pokljuka verbesserten sich sowohl ihre Trefferquote als auch ihre Zeiten in der Loipe. Bei Windstille am Schießstand beendete sie den Sprint mit nur einem Fehler und der 10. Laufzeit auf Rang 10, in der Verfolgung wurde sie mit fünf Strafrunden am Ende 25. Auch im Januar 2017 konnte Neureuther die vom DSV geforderten Kriterien für eine Nominierung für die Biathlon-Weltmeisterschaften (ein Einzelergebnis unter den besten acht eines Rennes oder zwei Ergebnisse unter dem besten 15 Athletinnen) nicht erfüllen und wurde in der Folge auch nicht mehr für den Weltcup in Antholz aufgestellt. Stattdessen fuhr sie mit der Mannschaft des zweitklassigen IBU-Cups zu den Europameisterschaften ins polnische Duszniki-Zdrój. Kurz nach dem Ende der Wettkämpfe der EM gab Neureuther bekannt, dass sie die Wettkampfsaison vorzeitig beenden wird. Als Grund gab sie eine Entzündung der Stirnhöhle an, die operativ behandelt werden muss.
Für die Vorbereitung auf die Saison 2017/18 wurde Miriam Neureuther dem B-Kader und der zweithöchsten Lehrgangsgruppe 1b des DSV zugeteilt, obwohl zu diesem Zeitpunkt schon bekannt war, dass sie schwanger ist. Im Oktober 2017 kam ihre Tochter zur Welt, ein Biathlonrennen bestritt sie in diesem Winter nicht. Für den Sommer 2018 wurde sie vom DSV dem Ergänzungskader der Langläuferinnen zugeteilt.

### Langlauf

#### Sporadische Einsätze im Weltcup und bei Titelkämpfen (2009–2013)
Miriam Neureuther wurde wegen ihrer starken Leistungen in der Loipe von Langlauf-Bundestrainer Jochen Behle kurz vor den Nordischen Skiweltmeisterschaften 2009 überraschend für den Langlaufsprint nachnominiert. In der Qualifikation für das Sprintrennen lief sie auf einen vielversprechenden 17. Rang, schied aber dann im Viertelfinale aus und wurde am Ende 20. Nach dieser Leistung und der krankheitsbedingten Abreise von Stefanie Böhler wurde Neureuther auch für den Staffelwettbewerb nominiert. Mit der schnellsten Zeit aller Läuferinnen auf ihrer Runde reduzierte sie den Rückstand des deutschen Teams um 55 Sekunden und trug somit einen großen Anteil zum Gewinn der Silbermedaille bei.
Im Anschluss an die Weltmeisterschaften wurde Neureuther auch im Langlaufweltcup in Lahti eingesetzt, da sie aufgrund einer Daumenverletzung keine Biathlonwettkämpfe bestreiten konnte. Im Sprint belegte sie Platz 15, im 10-km-Rennen wurde sie 27. Damit gewann Neureuther bei beiden Starts jeweils Weltcuppunkte.
Da sie aufgrund ihrer Ergebnisse im Biathlon-Weltcup 2009/10 keine Chance sah, sich in dieser Disziplin für die Olympischen Winterspiele 2010 zu qualifizieren, konzentrierte sie sich auf das Langlauftraining und nahm an der Tour de Ski 2009/10 teil. Durch den fünften Platz im Prolog erreichte sie die Qualifikation für die Olympischen Spiele in Vancouver als Langläuferin. Am 25. Februar 2010 gewann Neureuther zusammen mit Katrin Zeller, Evi Sachenbacher-Stehle und Claudia Nystad im olympischen Langlauf-Staffelwettbewerb die Silbermedaille.
Im Anschluss an die Biathlon-Weltmeisterschaften 2013 in Nové Město na Moravě trat Neureuther bei den Nordischen Skiweltmeisterschaften im Val di Fiemme sowohl beim 4 × 5-km-Staffelrennen als auch im 10-km-Freistilrennen an. Bei den 10-km-Freistil-Rennen verpasste Neureuther die Bronzemedaille um lediglich eine halbe Sekunde und erreichte Platz vier. Damit erreichte Neureuther die beste Platzierung aller deutschen Starter im Langlauf in sämtlichen Rennen der Skiweltmeisterschaften. Die Staffel beendete sie als Schlussläuferin auf dem siebten Rang.

#### Neuanfang als aktive Langläuferin und Karriereende (2018–2019)
Nach der Geburt ihrer Tochter im Oktober 2017 kehrte Neureuther zur Vorbereitung auf den Winter 2018/19 in den aktiven Leistungssport zurück. Sie wurde dem Ergänzungskader des DSV im Bereich Langlauf zugeteilt. Am 17. September 2019 erklärte sie ihren Rücktritt vom aktiven Leistungssport.

### Mountainbike
Am 11. Juni 2016 trat sie in Bodenmais bei den Deutschen Meisterschaften im Mountainbike im Cross-Country Eliminator an, wurde im kleinen Finale Zweite und damit insgesamt Sechste.

## Auszeichnungen
2009 erhielt Miriam Neureuther den von der bayerischen Staatsregierung vergebenen Bayerischen Sportpreis in der Kategorie Herausragende Nachwuchssportlerin. Bei der Wahl zur Juniorsportlerin des Jahres 2009 der Stiftung Deutsche Sporthilfe belegte sie den zweiten Platz. Am 30. April 2010 wurde ihr durch Bundespräsident Horst Köhler das Silberne Lorbeerblatt verliehen.

## Privates
Miriam Neureuther wohnt in Garmisch-Partenkirchen, wo sie als Miriam Gössner zur Welt kam und aufwuchs. Ihr Vater ist Bergführer und Skilehrer; ihre Mutter, eine gebürtige Norwegerin, arbeitet im Gastgewerbe. Ihre jüngere Schwester Christina Gössner war bis 2012 im alpinen Wintersport aktiv und startete im Kader des Bayerischen Skiverbandes. Sie besucht regelmäßig die Familie ihrer Mutter in Norwegen, Neureuther spricht fließend Norwegisch und besitzt neben der deutschen auch die norwegische Staatsbürgerschaft.
Neureuther war von 2008 bis 2011 mit dem Biathleten Simon Schempp liiert. Seit Sommer 2013 sind sie und der ehemalige Skifahrer Felix Neureuther ein Paar. Am 14. Oktober 2017 wurde ihre gemeinsame Tochter geboren und seit Dezember 2017 sind die beiden verheiratet. Am 7. Februar 2020 kam der gemeinsame Sohn und am 25. April 2022 eine weitere Tochter zur Welt. Im März 2025 wurde ein weiteres Kind geboren.
2014 ließ sich Neureuther für die März-Ausgabe des Männermagazins Playboy ablichten. Sie ist Botschafterin des Vereins Athletes for Ukraine.

## Positionen
Neureuther war neben Kim Bui Hauptakteurin im Dokumentarfilm Hungern für Gold (2023), in dem Essstörungen im Leistungssport thematisiert werden. Neureuther sprach dabei über eigene Erfahrungen und interviewte u. a. Sven Hannawald und Maren Lundby.
Im Jahr 2024 kritisierte sie die Terminplanungen im Wintersport und in diesem Zusammenhang auch den FIS-Präsidenten Johan Eliasch. Außerdem sieht sie die Möglichkeiten für Mütter im Wintersport kritisch.

## Statistik

### Weltcupsiege
| Nr. | Datum         | Ort        | Disziplin  |
| --- | ------------- | ---------- | ---------- |
| 1.  | 15. Dez. 2012 | Pokljuka   | Verfolgung |
| 2.  | 5. Jan. 2013  | Oberhof    | Sprint     |
| 3.  | 11. Jan. 2013 | Ruhpolding | Sprint     |

| Nr. | Datum         | Ort                  | Disziplin |
| --- | ------------- | -------------------- | --------- |
| 1.  | 13. März 2011 | Chanty-Mansijsk (WM) | Staffel 1 |
| 2.  | 10. März 2012 | Ruhpolding (WM)      | Staffel 1 |
| 3.  | 20. Jan. 2013 | Antholz              | Staffel 2 |
| 4.  | 10. März 2013 | Sotschi              | Staffel 3 |

### Biathlon-Weltcup
| Saison  | Einzelrennen 1 | Platzierungen Einzelrennen | Platzierungen Einzelrennen | Platzierungen Einzelrennen | Staffelrennen 1 | Staffelrennen 1 | Platzierungen Staffelrennen | Platzierungen Staffelrennen | Gesamt-Weltcup 3 | Gesamt-Weltcup 3 | Gesamt-Weltcup 3 |
| Saison  | Einzelrennen 1 | 1. – 2. – 3.               | Top Ten                    | Punkteränge                | Damen           | Mixed 2         | 1. – 2. – 3.                | Top Ten                     | Punkte           | Platz            |                  |
| ------- | -------------- | -------------------------- | -------------------------- | -------------------------- | --------------- | --------------- | --------------------------- | --------------------------- | ---------------- | ---------------- | ---------------- |
| 2010/11 | 25 (26)        | 0 – 3 – 0                  | 07                         | 23                         | 02 (4)          | 01 (3)          | 1 – 0 – 1                   | 03                          | 593              | 14               |                  |
| 2011/12 | 24 (26)        | 0 – 0 – 0                  | 01                         | 20                         | 02 (4)          | 02 (3)          | 1 – 0 – 0                   | 04                          | 322              | 27               |                  |
| 2012/13 | 24 (26)        | 3 – 2 – 1                  | 13                         | 22                         | 06 (6)          | 0 (2)           | 2 – 0 – 1                   | 06                          | 746              | 09               |                  |
| 2013/14 | 04 (22)        | 0 – 0 – 0                  | 0                          | 0                          | 0 (3)           | 0 (1)           | 0 – 0 – 0                   | 0                           | 0                | xx               |                  |
| 2014/15 | 13 (25)        | 0 – 0 – 0                  | 0                          | 04                         | 01 (6)          | 0 (4)           | 0 – 0 – 0                   | 01                          | 030              | 71               |                  |
| 2015/16 | 21 (25)        | 0 – 0 – 1                  | 04                         | 16                         | 03 (4)          | 0 (5)           | 0 – 1 – 1                   | 03                          | 0350             | 23               |                  |
| Gesamt  | 111 (150)      | 3 – 5 – 2                  | 25                         | 85                         | 14 (27)         | 03 (18)         | 4 – 1 – 3                   | 17                          |                  |                  |                  |

Stand: 19. März 2016
→ Ergänzende Informationen: Punkteverteilung / Streichergebnisse im Biathlon-Weltcup

### Weltcupwertungen
Ergebnisse bei Biathlon-Weltcups (Disziplinen- und Gesamtweltcup) gemäß Punktesystem
| Saison  | Einzel | Einzel | Sprint | Sprint | Verfolgung | Verfolgung | Massenstart | Massenstart | Gesamt | Gesamt |
| Saison  | Punkte | Platz  | Punkte | Platz  | Punkte     | Platz      | Punkte      | Platz       | Punkte | Platz  |
| ------- | ------ | ------ | ------ | ------ | ---------- | ---------- | ----------- | ----------- | ------ | ------ |
| 2010/11 | 4      | 66.    | 260    | 9.     | 168        | 9.         | 89          | 16.         | 593    | 14.    |
| 2011/12 | 5      | 61.    | 146    | 20.    | 111        | 20.        | 32          | 31.         | 322    | 27.    |
| 2012/13 | 42     | 24.    | 337    | 3.     | 207        | 13.        | 160         | 8.          | 746    | 9.     |
| 2013/14 | 0      | –      | 0      | –      | 0          | –          | 0           | –           | 0      | –      |
| 2014/15 | 0      | –      | 20     | 64.    | 10         | 71.        | 0           | –           | 30     | 71.    |
| 2015/16 | 8      | 57.    | 187    | 12.    | 80         | 33.        | 75          | 23.         | 350    | 23.    |

### Laufzeiten
Zur Auswertung der Laufzeiten wurden alle IBU-Weltcup-Rennen herangezogen. Staffelrennen wurden dabei aufgrund der zu kleinen Vergleichsgruppe nicht berücksichtigt.
| Laufzeiten           | Platz 1  | Platz 1 | Platz 2  | Platz 2 | Platz 3  | Platz 3 | Platz 4-10 | Platz 4-10 | Sonstige | Sonstige |
| -------------------- | -------- | ------- | -------- | ------- | -------- | ------- | ---------- | ---------- | -------- | -------- |
| Saison 2009/10       | 0 / 2    | 0 %     | 0 / 2    | 0 %     | 0 / 2    | 0 %     | 1 / 2      | 50 %       | 1 / 2    | 50 %     |
| Saison 2010/11       | 8 / 25   | 32 %    | 6 / 25   | 24 %    | 5 / 25   | 20 %    | 5 / 25     | 20 %       | 1 / 25   | 04 %     |
| Saison 2011/12       | 0 / 24   | 0 %     | 1 / 24   | 04 %    | 0 / 24   | 0 %     | 10 / 24    | 42 %       | 13 / 24  | 54 %     |
| Saison 2012/13       | 9 / 24   | 38 %    | 6 / 24   | 25 %    | 4 / 24   | 17 %    | 2 / 24     | 08 %       | 3 / 24   | 13 %     |
| Saison 2013/14       | 0 / 4    | 0 %     | 0 / 4    | 0 %     | 0 / 4    | 0 %     | 1 / 4      | 25 %       | 3 / 4    | 75 %     |
| Saison 2014/15       | 0 / 13   | 0 %     | 0 / 13   | 0 %     | 0 / 13   | 0 %     | 3 / 13     | 23 %       | 10 / 13  | 77 %     |
| Saison 2015/16       | 3 / 21   | 14 %    | 2 / 21   | 10 %    | 1 / 21   | 05 %    | 13 / 21    | 62 %       | 2 / 21   | 10 %     |
| gesamte Karriere     | 20 / 113 | 18 %    | 15 / 113 | 13 %    | 10 / 113 | 09 %    | 35 / 113   | 31 %       | 33 / 113 | 29 %     |
| Stand: 19. März 2016 |          |         |          |         |          |         |            |            |          |          |

### Schießergebnisse
Zur Auswertung der Schießergebnisse wurden alle IBU-Weltcup-Rennen herangezogen. Das Schießen aus den Staffelrennen ging dabei ebenfalls mit ein.
| Saison 2009/10       | 11 / 15   | 73 % | 7 / 15     | 47 % | 18 / 30     | 60 % |
| Saison 2010/11       | 177 / 220 | 80 % | 123 / 224  | 55 % | 300 / 444   | 68 % |
| Saison 2011/12       | 161 / 215 | 75 % | 147 / 217  | 68 % | 308 / 432   | 71 % |
| Saison 2012/13       | 173 / 233 | 74 % | 167 / 241  | 69 % | 340 / 474   | 72 % |
| Saison 2013/14       | 14 / 25   | 56 % | 13 / 25    | 52 % | 27 / 50     | 54 % |
| Saison 2014/15       | 70 / 100  | 70 % | 62 / 102   | 61 % | 132 / 202   | 65 % |
| Saison 2015/16       | 146 / 189 | 77 % | 126 / 193  | 65 % | 272 / 383   | 71 % |
| Gesamt               | 752 / 997 | 75 % | 645 / 1017 | 63 % | 1397 / 2014 | 69 % |
| Stand: 19. März 2016 |           |      |            |      |             |      |